# Студіна (комуна)
Студіна (рум. Studina) — комуна у повіті Олт в Румунії. До складу комуни входять такі села (дані про населення за 2002 рік):
- Студіна (1732 особи)
- Студініца (1310 осіб)

Комуна розташована на відстані 144 км на захід від Бухареста, 52 км на південь від Слатіни, 62 км на південний схід від Крайови.

## Населення
За даними перепису населення 2002 року у комуні проживали 4780 осіб.
Національний склад населення комуни:
| Національність | Кількість осіб | Відсоток |
| -------------- | -------------- | -------- |
| румуни         | 4776           | 99,9%    |
| угорці         | 2              | < 0,1%   |
| цигани         | 2              | < 0,1%   |

Рідною мовою назвали:
| Мова      | Кількість осіб | Відсоток |
| --------- | -------------- | -------- |
| румунська | 4777           | 99,9%    |
| циганська | 2              | < 0,1%   |
| угорська  | 1              | < 0,1%   |

Склад населення комуни за віросповіданням:
| Релігія       | Кількість осіб | Відсоток |
| ------------- | -------------- | -------- |
| православні   | 4765           | 99,7%    |
| римо-католики | 7              | 0,1%     |
| адвентисти    | 4              | 0,1%     |
| реформати     | 1              | < 0,1%   |